# Хромистий чавун
Хро́мистий чаву́н (англ. iron chromium alloy) — легований чавун, що містить до 32 % хрому; застосовується переважно як жаро-, корозіє- та зносостійкий матеріал, у тому числі для роботи в умовах ударного абразивного зношування.

## Склад хромистого чавуну
Хромисті чавуни належать до легованих чавунів спеціального призначення (для роботи в агресивних середовищах, у тому числі за високих температур). Вміст хрому суттєво впливає на механічні властивості чавуну. Розрізняють хромисті чавуни низько- (до 2,7 % Cr), та високолеговані: ЧХ1, ЧХ2, ЧХ3Т, ЧХ9Н5, ЧХ16, ЧХ16М2, ЧХ22С, ЧХ28П, ЧХ28Д2 тощо. Залежно від структури металевої основи він може належати до феритного, перлітного або мартенситного класу.
Якість хромистих чавунів покращується уведенням до їх складу різноманітних присадок: так, силіцій сприяє підвищенню жаротривкості і покращенню механічних властивостей, титан — покращенню структури (стає дрібнокристалічною), мідь — підвищенню корозійної стійкості у відновлювальних середовищах.
Механічні властивості покращують також модифікуванням при введенні азоту (0,2 %). Опір повзучості чавуну дещо підвищується при додаванні нікелю (1…3 %) або молібдену (до 4 %). Відпал за температури 800…900 °С приводить до сфероїдизації й коагуляції карбідів, а також до зняття внутрішніх напружень та покращення оброблюваності чавуну.
Приклади маркування хромистих чавунів: ЧХ1, ЧХ2, ЧХ3Т, ЧХ9Н5, ЧХ16, ЧХ16М2, ЧХ22С, ЧХ28П, ЧХ28Д2 тощо.

## Властивості
Хромисті чавуни характеризуються високою стійкістю в окиснювальних середовищах — в азотній кислоті будь-якої концентрації при 20 °С та в 40%-ній киплячій, в концентрованій сірчаній кислоті та інших агресивних середовищах.
Жаротривкість таких чавунів зберігається до 1000…1100 °С, вони мають високу твердість, є стійкими до зношування але погано обробляються різанням.
Хром належить до металів із самопасивацією, так що при механічному пошкодженні пасивної плівки оксидів хрому вона легко самовільно відновлюється. Пасивність хромистих чавунів призводить до сильного гальмування анодного процесу корозії й супроводжується зміщенням електродного потенціалу в позитивну сторону.
Хром із залізом утворює низку твердих розчинів та інтерметалічну сполуку FeCr. З вуглецем хром утворює ряд карбідів—(Cr, Fe)7C3, (Cr, Fe)23C6, що мають електрохімічний потенціал, близький до потенціалу хромистого фериту (—0,446), і тому вони практично не зменшують хімічну стійкість сплаву. З точки зору хімічної стійкості корисним є лише хром, що перебуває у твердому розчині. Кількісний вміст хрому у твердому розчині визначає щільність пасивувальної плівки на поверхні сплаву та стійкість його в тих чи інших агресивних середовищах. При сильно окиснювальних реагентах пасивність настає при меншому вмісті хрому, а при слабо окиснювальних реагентах пасивність настає при більшому вмісті хрому.
При вмісті 11,8 % Cr настає перша межа стійкості. Такі сплави є стійкими у розбавленій азотній кислоті за кімнатної температури. Підвищення вмісту хрому у сплаві викликає зростання стійкості в азотній кислоті. Висока корозійна стійкість хромистих чавунів забезпечується у цьому випадку, якщо вміст хрому у сплаві є не нижчим від 12…13 % . Корозійна стійкість хромистих чавунів залежить від співвідношення хрому та вуглецю, яке є визначальним щодо розподілу хрому між матрицею та карбідами. Масова частка хрому у карбідах коливається від 30 до 50 %. Співвідношення масових часток хрому і вуглецю має бути у межах від 17:1 до 10 : 1. Встановлено, що корозійна тривкість сплаву з 27,5 % Cr у 20%-ній HNO3 при 100 °С практично не змінюється при збільшенні вмісту вуглецю до 1,5 %, але помітно знижується при подальшому його зростанні. Так як більша частина вуглецю зв'язується у карбіди, вміст вільного хрому у високохромистих чавунах переважно не виходить за межі першої групи стійкості. Цим пояснюється нижча корозійна стійкість високо хромистих чавунів порівняно з високо хромистими сталями.
Високолегований хромистий чавун є стійким в окисних середовищах азотної, сірчаної, оцтової, фосфорної, органічних кислот, а також в лугах, в розчинах солей, у морській воді, в звичайному середовищі та в середовищі сірчистих газів.

## Використання хромистих чавунів
З хромистих чавунів виготовляють деталі і апаратуру для азотної промисловості, виробництва насосного обладнання тощо. Висока жаротривкість таких чавунів дозволяє виготовляти з них деталі пічного обладнання (колосники, гребені і лопаті в печах для випалювання тощо).
Низьколегований хромистий чавун (марок ЧХ0,9; ЧХ1,5 і ЧХ2,5) використовують у тракторо- та верстатобудуванні для виробництва жаротривких, лугостійких та антифрикційних виливок.
Легований хромистий чавун марки ЧХ4Г7Д, що погано піддається механічному обробленню, додатково легують міддю, титаном і марганцем. З нього виготовляють вироби, що експлуатуються в умовах абразивного зношування.
Високолегований хромистий чавун марок ЧХ28 та ЧХ34 (назви зарубіжних аналогів: «хромекс» або «High chromium alloys») належать до чавунів феритного класу з евтектичними перетвореннями. Вирізняються добрими механічними властивостями при звичайній та високій температурі. Незважаючи на значну твердість, такий чавун задовільно оброблюється.
При достатньому перегріванні високолегований хромистий чавун має хороші ливарні властивості, добре заповнює ливарну форму із складним контуром та тонкими стінками.
Його використовують як жаростійкий сплав, виготовляючи колосники, деталі котлів, форсунок, піддонів і реторт, а також як абразивостійкий матеріал (наприклад, для деталей шламових насосів, бетономішалок, класифікаторів). При виробництві високолегованого хромистого чавуну застосовують відносно дешевий високовуглецевий ферохром. Використання такого чавуну для деталей шламових насосів є у чотири рази економічнішим від застосування сталі марки 110Г13Л (ГОСТ 977-88).